# Паппас, Джордж
Джордж Паппас (англ. George Pappas; род. в 1942) — американский философ и историк философии греко-английского происхождения, профессор философии в университете в Огайо. Специалист по теории познания, истории философии Нового времени, философии религии и метафизике.

## Исследования по философииДж. Беркли
Джордж Паппас известен как один из ведущих берклиеведов. Эссе Дж. Паппаса «Беркли и скептицизм» было удостоено Международной премии в 1993 г. (International Berkeley Essay Prize Competition).

Эссе победителей удостаиваются чести постоянно храниться в Библиотеке Беркли в Уайтхолле.— Девяткин С.В. Берклиеведение: основные этапы, проблемы и перспективы. — “Вестник Новгородского государственного университета». — 1999. — №12. — С. 23.
Профессор Паппас — постоянный участник Международных конференций по философии Беркли. В своем докладе на конференции, посвященной празднованию 300-летия со дня рождения Беркли, Паппас выдвинул новый подход к проблеме соотношения антиабстракционизма и имматериализма Беркли. Согласно Паппасу, два тезиса Беркли: отрицание абстрактных идей и отождествление существования чувственных объектов с их воспринимаемостью — вытекают один из другого. Такая оригинальная интерпретация текстов Беркли положила начало дискуссиям. Когда в кон. 80-х гг. издательская компания Garland выпустила 15-томное собрание главных работ по философии Беркли, статья Паппаса «Абстрактные идеи и тезис esse est percipi» была включена в 3-й том и тем самым была признана важным вкладом в берклиеведение.
Свою трактовку принципа esse est percipi Паппас развивает в противовес так называемой «теории присущности» [inherence account, inherence interpretation of Berkeley], которая была разработана Э. Аллером и др.

Эта теория выдвинута в качестве ответа на крайне запутанный вопрос истории философии: почему Беркли принимал идеализм, то есть почему он утверждал, что esse est percipi, что существовать — значит быть воспринимаемым?— Hausman, Alan. Adhering to inherence: A new look at the old steps in Berkeley's march to idealism // Canad. j. of philosophy. — Vol. 14 (1984) — Number 3. — Pp. 421–422.
Возникнув в начале 60-х гг. XX в., «теория присущности» нашла многочисленных сторонников и оформилась как одно из наиболее влиятельных течений в современном берклиеведении. В статье Паппаса «Идеи, духи и Беркли» были выявлены некоторые расхождения между свидетельствами первоисточника и подходом Аллера к реконструкции идеализма Беркли. Предпринятое Паппасом критическое рассмотрение «теории присущности» получило высокую оценку коллег. Под влиянием проницательных замечаний Паппаса Э. Аллер был вынужден пересмотреть и усовершенствовать свою концепцию. Даже те, кто разделяет трактовку Аллером идеализма Беркли, признают указанную статью Паппаса «превосходным критическим разбором теории присущности».
В 2000 году проф. Дж. Паппас опубликовал монографию «Berkeley’s Thought», часть которой составили переработанные версии его ранее опубликованных статей. Если работы А.Люса и Дж. Уорнока уже устарели, то книгу Дж. Паппаса «Berkeley’s Thought» часто включают в списки рекомендуемой литературы по философии Дж. Беркли.
После того, как было возобновлено издание Berkeley Studies, проф. Дж. Паппас стал принимать участие в работе редколлегии ежегодника.

## Публикации
- Pappas, G.S. Berkeley’s thought. — Ithaca (N.Y.); L.: Cornell univ. press, 2000. — XII, 261 p. Bibliogr.: p. 255-258. Ind.: p. 257-261.
  - См. электронную версию книги (Google Books, частичный просмотр): Pappas, George S. Berkeley’s Thought. — Ithaca and London: Cornell University Press, 2000. — 261 p. — ISBN 0-8014-3700-8.